# Risoba prominens
Risoba prominens är en fjärilsart som beskrevs av Moore 1881. Risoba prominens ingår i släktet Risoba och familjen trågspinnare. Inga underarter finns listade.